# Michael Kerkloh

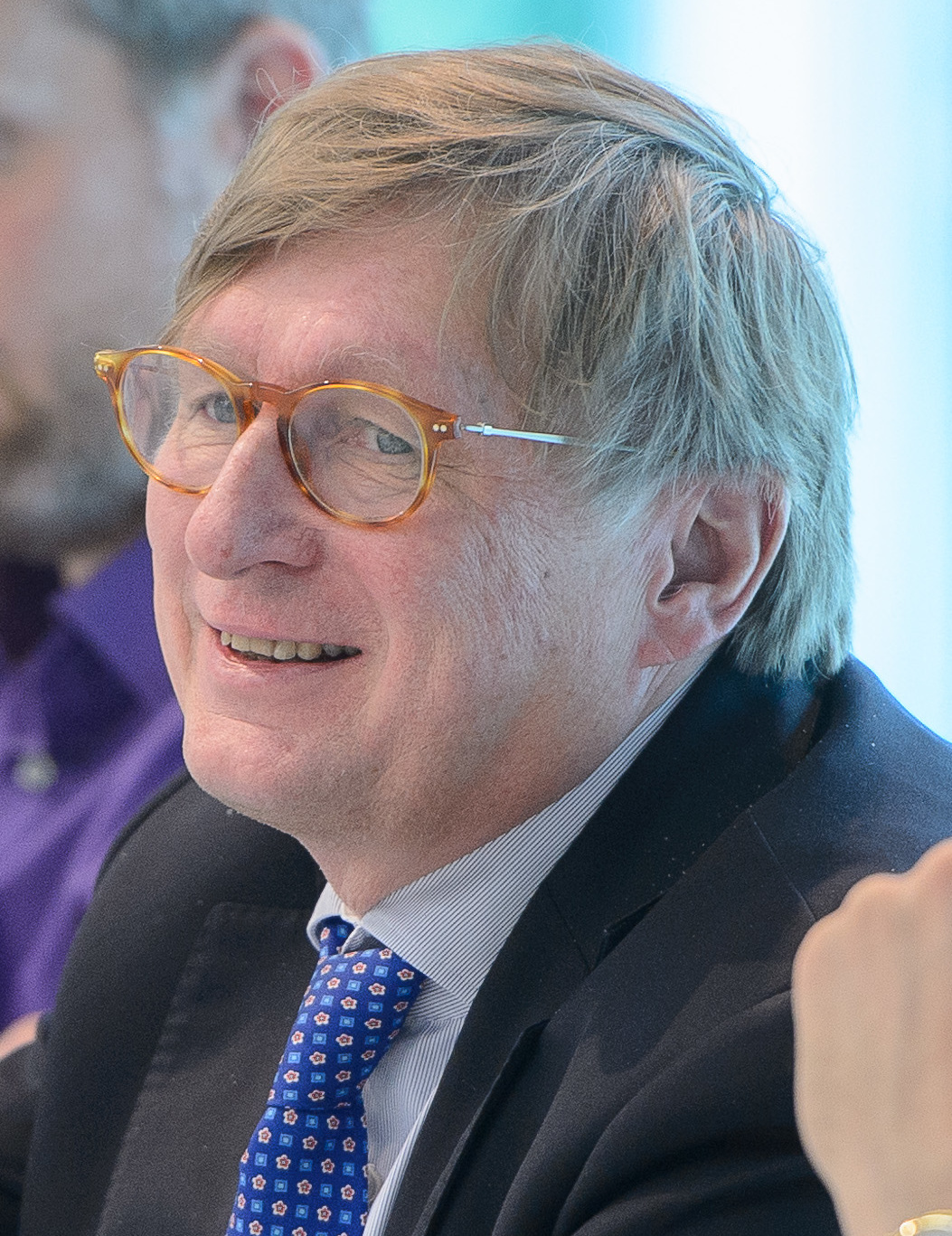
Michael Kerkloh, 2015

Michael Kerkloh (* 5. Juli 1953 in Ahlen/Westfalen) ist ein deutscher Luftfahrt-Manager. Vom 1. September 2002 bis zum 31. Dezember 2019 war er Vorsitzender der Geschäftsführung und Arbeitsdirektor der Flughafen München GmbH – kurz FMG.

## Ausbildung und Studium
Geboren und aufgewachsen im westfälischen Ahlen, nahm Kerkloh nach Abitur und Wehrdienst in Göttingen das Studium der Volkswirtschaft auf. Er setzte seine Studien an der London School of Economics fort, wechselte an die Johann Wolfgang Goethe-Universität Frankfurt in Frankfurt am Main und schloss 1979 sein Studium als Diplom-Volkswirt mit den Schwerpunkten Wirtschaftspolitik, Verkehrs- und Infrastrukturpolitik ab. An der Universität Frankfurt war er bis 1985 Lehrbeauftragter für Wirtschaftspolitik und promovierte zum Dr. rer. pol.

## Beginn der beruflichen Laufbahn
In das Berufsleben startete Kerkloh als Assistent der Geschäftsleitung beim Bonner Norman Rentrop Verlag. Mit seinem Wechsel zum Flughafen Frankfurt im Jahr 1987 begann seine Karriere in der Luftfahrt. Zunächst war er im Bereich der Betriebsplanung und Organisation tätig und wurde später operativer Leiter der Flugzeugabfertigung am Flughafen Frankfurt. 1995 wurde Kerkloh Geschäftsführer der Flughafen Hamburg GmbH und leitete bis 2002 zusammen mit Werner Hauschild die Geschicke des Hamburger Flughafens. In seiner Amtszeit als Hamburger Flughafenmanager setzte er sich für eine nachhaltige Verbesserung der Wettbewerbsfähigkeit der Bodenverkehrsdienste und eine frühzeitige Auslagerung in Tochterunternehmen ("Hamburg-Modell") ein. Auch mit ökologischen Aspekten des Airportbetriebs beschäftigte sich Kerkloh.

## Vorsitzender der Geschäftsführung Flughafen München
Seit September 2002 war Kerkloh Vorsitzender der Geschäftsführung der Flughafen München GmbH und bekleidete zugleich das Amt des Arbeitsdirektors. Maßgeblich prägte er die Entwicklung des Münchner Flughafens zu einem der bedeutendsten Luftverkehrsdrehkreuze Europas und forcierte den Ausbau des Airports, der als erster Flughafen Europas im Jahr 2015 mit dem Prädikat "Five-Star-Airport" ausgezeichnet wurde. Bei den jährlich verliehenen „World Airport Awards“ des Londoner Luftfahrtinstituts Skytrax wurde die bayerische Luftverkehrsdrehscheibe mehrfach mit dem Titel „Best Airport Europe“ ausgezeichnet. Im weltweiten Ranking nimmt der Flughafen München regelmäßig vordere Platzierungen ein und zählt damit zu den besten Airports der Welt.
Das im Jahr 2003 eröffnete Terminal 2, das die FMG gemeinsam mit der Deutschen Lufthansa betreibt, wurde 2016 durch ein neues Satellitenterminal erweitert, das Platz für elf Millionen Passagiere bietet. Pünktlich und im Kostenrahmen wurde der Satellit am 26. April 2016 eröffnet. Nach einer Befragung von 14 Millionen Passagieren durch Skytrax wurde das Terminal 2 am Münchner Flughafen im Jahr 2017 als weltbestes Terminal ausgezeichnet.
Um das für die Zukunft prognostizierte Verkehrswachstum bewältigen zu können, setzte sich Kerkloh für die Erweiterung um eine dritte Start- und Landebahn ein. Für dieses Ausbauprojekt liegt ein Planfeststellungsbeschluss vor, der mehrfach gerichtlich überprüft und 2015 in letzter Instanz durch das Bundesverwaltungsgericht bestätigt wurde. Die Münchner Bürger hatten allerdings beim Bürgerentscheid vom 17. Juni 2012 den Bau der dritten Startbahn am Flughafen München gestoppt. Der Bau einer dritten Start- und Landebahn am Flughafen München wurde mit 54,3 % der Stimmen mehrheitlich abgelehnt. 32,8 % der Münchner Bürger beteiligten sich an der Abstimmung. Eine politische Entscheidung über die Verwirklichung des Ausbauprojekts steht weiterhin aus. Dazu ist die Zustimmung aller Gesellschafter der Flughafen München GmbH erforderlich.  Kritiker warfen Kerkloh in diesem Zusammenhang vor, dass das für die Zukunft prognostizierte Verkehrswachstum wenig realistisch sei und die optimistischen Wachstumsprognosen für die Anzahl der Flugbewegungen in der Vergangenheit wenig zutreffend gewesen seien. Im Februar 2018 erklärte der designierte bayerische Ministerpräsident Markus Söder, vorerst von seinen Plänen abzurücken, noch vor der Landtagswahl im Herbst 2018 eine Lösung im Streit über den Bau einer dritten Start- und Landebahn herbeizuführen. Als neues Ziel für die Fertigstellung nannte er das Jahr 2025. Kerkloh kündigte an, dass die Flughafen München GmbH weiter um die dritte Startbahn kämpfen werde. Im November 2018 haben sich die beiden Regierungsparteien CSU und Freie Wähler darauf verständigt, das Ausbauprojekt dritte Start- und Landebahn bis zum Ende der Legislaturperiode 2023 nicht weiter zu verfolgen. Eine entsprechende Festlegung erfolgte im Koalitionsvertrag.
Der langjährige Münchner Flughafenchef Michael Kerkloh schied am 31. Dezember 2019 aus dem Unternehmen aus.

## Mitgliedschaften und Ämter
Kerkloh ist in zahlreichen Luftverkehrsgremien vertreten. Von 2017 bis 2019 war er Präsident des Airport Council International (ACI), des europäischen Dachverbandes der internationalen Verkehrsflughäfen und vertrat die Interessen von über 500 Flughäfen in 45 europäischen Ländern. Zudem gehört er dem Board von ACI World an, der weltweiten Interessengemeinschaft der Flughäfen.
Von 2013 bis 2018 war er Präsident der Arbeitsgemeinschaft Deutscher Verkehrsflughäfen (ADV) und ist heute Mitglied des Präsidiums.
Kerkloh ist Gründungsmitglied der Frankfurter Wirtschaftswissenschaftlichen Gesellschaft (fwwg), bis 1994 hatte er den Vorsitz inne (Alumni u. a. Hans Matthöfer und Norbert Walter) und gehört heute dem Beirat an.
Seit 2011 gehört Kerkloh dem Präsidium des Bundesverbandes der Deutschen Luftverkehrswirtschaft (BDL) an. Er ist Mitglied im Verkehrsausschuss der Industrie- und Handelskammer für München und Oberbayern. Zudem ist er Mitglied des Beirats der Deutschen Zentrale für Tourismus, Vorstandsmitglied der Vereinigung der Bayerischen Wirtschaft und Mitglied im Präsidium des Wirtschaftsbeirats der Union. Seit 2009 ist Kerkloh Präsident des Export-Clubs Bayern e.V. Außerdem gehört er dem Beirat des World Tourism Forums in Luzern an, das sich für eine nachhaltige Entwicklung des Tourismus einsetzt.
Seit 2017 gehört Michael Kerkloh dem Kuratorium der Bayerischen Philharmonie an, zu dessen Vorsitzendem er im November 2022 gewählt wurde.

## Auszeichnungen
- 2021 erhielt er den Bayerischen Verdienstorden.[26]
- 2018 wurde Kerkloh als "Aviation CEO of the Year 2018 – Germany" ausgezeichnet (CEO Monthly/Global CEO Excellence Awards 2018).[27]
- 2017 wurde Kerkloh „Travel Manager of the Year“ (Travel Industry Club).[28]
- 2016 wurde er für Verdienste in der Luftfahrtindustrie mit dem „George Iatrou Lifetime Achievement Award“ (Air Transport News) geehrt.[29]
- 2013 verlieh ihm der Bayerische Staatsminister für Finanzen Markus Söder die Bayerische Finanzmedaille für besondere Verdienste um das Bayerische Finanzwesen.[30]
- In den Jahren 2006 und 2007 wurde er als „bester Airport Manager Deutschlands“ ausgezeichnet (Touristik Report).[31]

## Publikationen
- Energieeinsparung in Frankreich und Großbritannien. Eine vergleichende Erfolgsanalyse zehnjähriger Einsparungspolitiken. [=Wissenschaftliche Schriften im wissenschaftlichen Verlag Schulz-Kirchner. Reihe 4: Volkswirtschaftliche Beiträge. Bd. 111; zugl. Diss. Frankfurt/M.] Schulz-Kirchner Verlag, Idstein 1987, ISBN 978-3-925-19624-9.

Herausgeberschaften:
- mit Ulrich Peter Ritter: Bundesrepublik Deutschland – Frankreich. Ein Bericht von Teilnehmern und Veranstaltern zu einem wirtschaftspolitischen Vergleichsseminar mit Schwerpunkt „Energiesparpolitik“. Protokolle und Materialien. Professur für Hochschul-Didaktik der Wirtschaftswissenschaften, Johann-Wolfgang-Goethe-Universität, Frankfurt/M. 1985.
- Artworks M. Flughafen München GmbH, München 2013.